# Tour Super-Italie
Tour Super-Italie – wieżowiec położony w 13. dzielnicy Paryża.
Budynek został zbudowany w 1974 roku, a jego wysokość wynosi 112 m. Tour Super-Italie jest najwyższym budynkiem sub-dzielnicy wysokościowych budynków mieszkalnych znanej jako Italie 13, zbudowanej w 13. dzielnicy. Planowano budowę jeszcze jednego identycznego wieżowca, jednak po dojściu do władzy Valéry’ego Giscarda d’Estainga projekt został wstrzymany.
Wieżowiec posiada pseudonim okrągła wieża, ponieważ jego konstrukcja przypomina cylinder. Łączna waga budynku wynosi 44 000 ton, czyli ponad 4,5 raza więcej niż Wieży Eiffla.

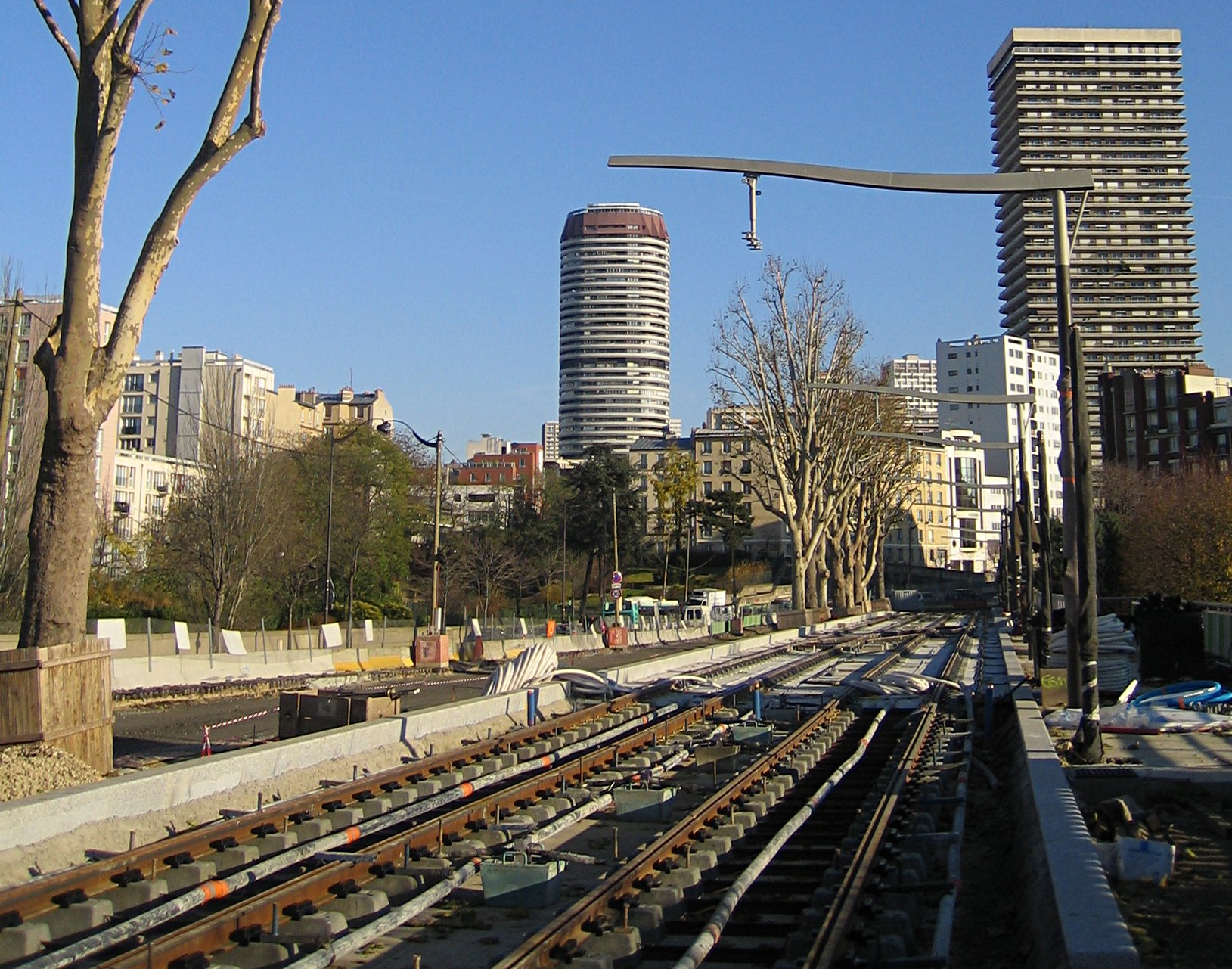
Tour Super-Italie (na środku)
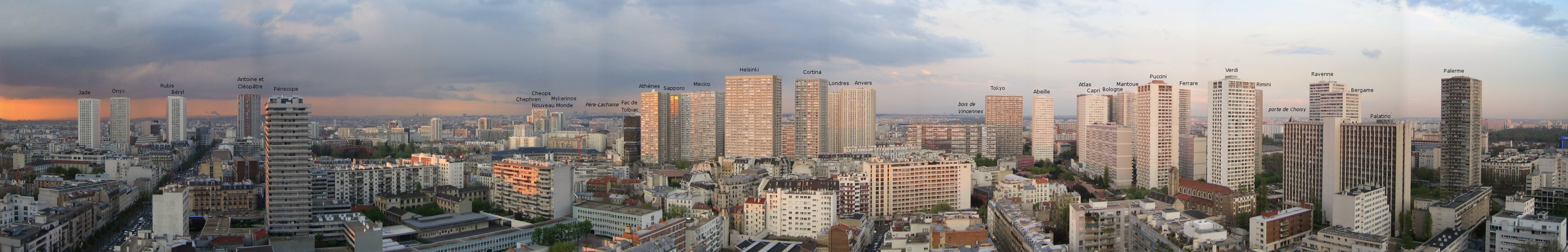
Widok z Tour Super-Italie na wysokościowce mieszkalne położone w 13 dzielnicy